# Still in Love with You
«Still in Love with You» — песня британского дуэта Electro Velvet, представлявшая страну на музыкальном конкурсе Евровидение 2015.
Авторами песни стали Эдриан Бэкс Уайт и Дэвид Миндел. В стилистическом плане песня обладает жанровыми чертами свинга 1920-х годов в современной интерпретации; в видеоклипе к песне также отражена эта эпоха. Также композицию сравнивают с творчеством певицы Каро Эмеральд.
Electro Velvet и песня «Still in Love with You» были отобраны на конкурс компанией BBC. Песня была представлена публике 7 марта 2015 года через сервис BBC Red Button. Оценки песни в музыкальных изданиях были как нейтральными, так и негативными.